# Bombningen av Pajala 1940

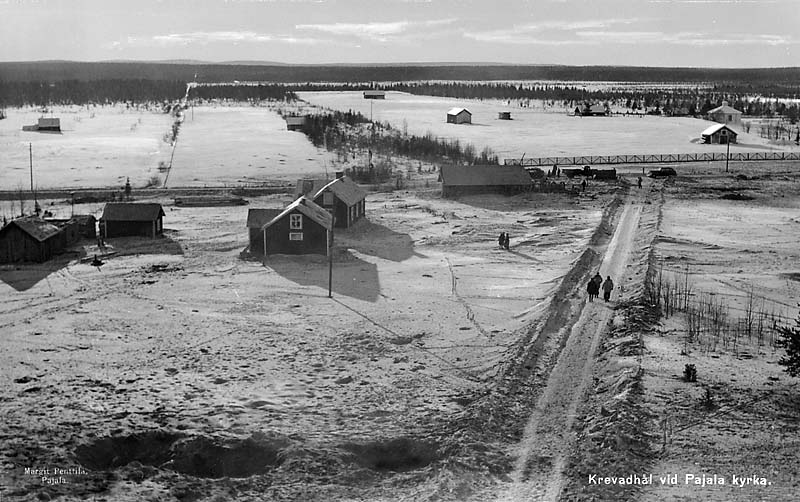
Krevadgropar vid Pajala kyrka.

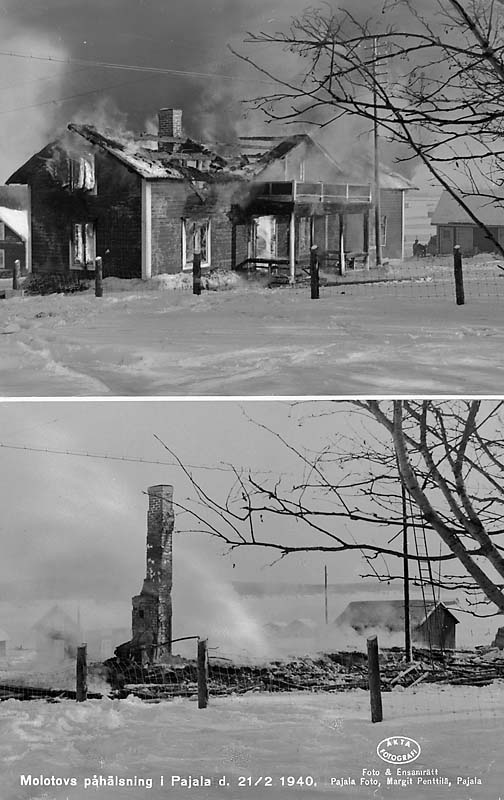
Brinnande bostadshus.

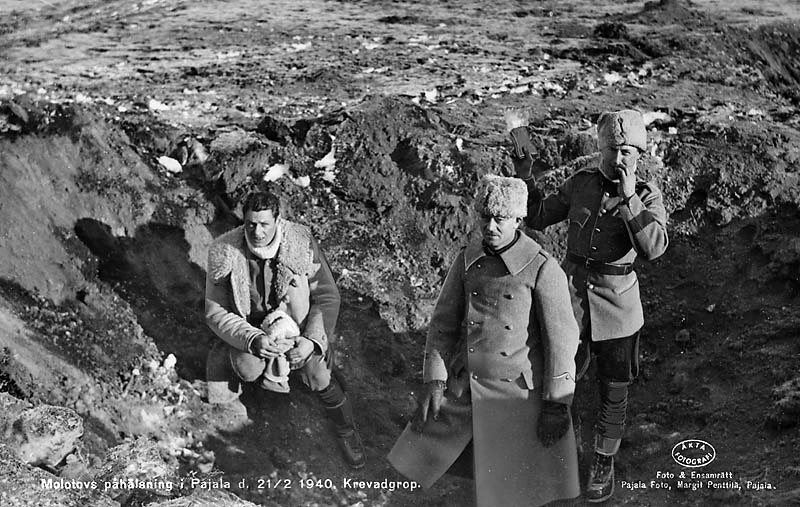
Män i krevadgrop.

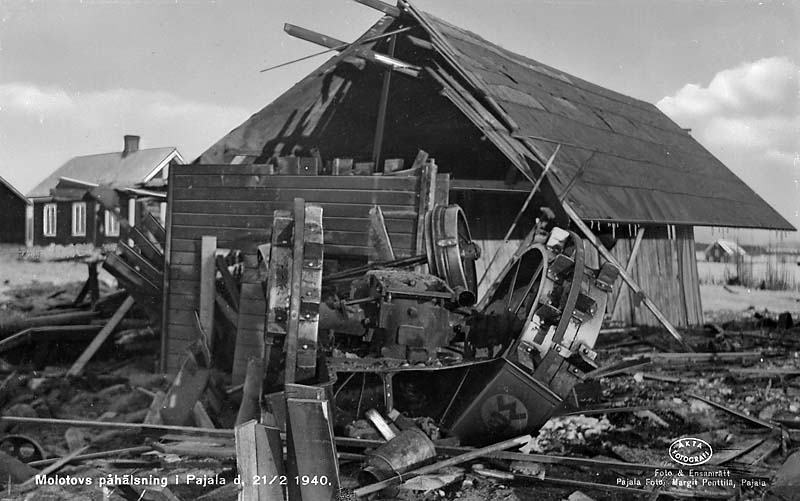
Söndersprängd byggnad och traktor.

Bombningen av Pajala 1940 kallas den krigshandling mot Sverige under andra världskriget som ägde rum den 21 februari 1940, då sju sovjetiska bombflygplan släppte ett 150-tal flygbomber över Pajala i Norrbotten. Sex byggnader började brinna och två personer skadades lindrigt.

## Bombningen
Bombningen inleddes omkring klockan 12:40. Sammanlagt släpptes 48 sprängbomber på mellan 60 och 100 kilo per styck. Dessutom spreds ett hundratal brandbomber av en roterande bombspridare, en sorts multipelbomb som av finländarna kallades för Molotovs brödkorg. De flesta av bomberna slog ned i byns utkanter, vilket kan tyda på att höjdläge och vindstyrka felbedömdes.
Invånare i Kengis, närmare finska gränsen, hade sett de passerande planen och en del av Pajalas invånare hann därför varnas och kunde söka skydd utomhus eller i sina hem.
Det fanns ingen brandkår i byn men invånare släckte bränderna så gott det gick. Det kom också hjälp från folk i byarna runt omkring som hört bombkrevaderna och sett rökmolnen.
Ett av flygplanen som deltog i anfallet blev på återfärden till basen i Murmansk tvunget att nödlanda i finska Sodankylä på grund av bensinbrist. De tre ombord flydde på skidor men blev tillfångatagna av finska trupper.

### Skador[2]
- Många bomber slog ner nära Pajala kyrka, som dock inte skadades bortsett från fönster som krossades av tryckvågen.
- En bomb slog ner i Gamla skolans gymnastiksal, där K 4 från Umeå var inkvarterade under en övning. Bomben exploderade dock inte.
- Kyrkogården träffades av flera bomber och blev delvis förstörd. Bland annat slog en bomb ned bara några meter från Lars Levi Læstadius grav.
- En bomb exploderade några meter framför en man som var ute på en gårdsplan. Han klarade sig dock helt oskadd.
- Ett såghus nära kyrkan totalförstördes. Den traktor som drev sågen kastades upp i luften och landade upp och ned.
- Telefonförbindelsen söderut bröts.
- Ett bostadshus, en ladugård, några uthus och en bastu förstördes[2]

## Efterspel
När nyheten om bombningen spridit sig reste landssekreterare Ragnar Sundberg direkt till Pajala för att kunna rapportera till regeringen. Sverige lämnade senare samma dag in en formell protest till Sovjetunionen. Till en början förnekade Sovjet att bombningen hade ägt rum, men 6 mars erkändes att bomberna fällts av sovjetiska plan som flugit vilse. Det var den enda av Sovjetunionens bombfällningar över Sverige under andra världskriget som erkändes av den sovjetiska regeringen.
Under tiden innan bombningen erkändes som ett misstag av Sovjetunionen rapporterade både riksmedia och lokalpress flitigt om händelsen. Kommunistisk och socialdemokratisk press drev åsikten att bombningen var ett grovt misstag medan borgerlig press hade attityden att bombningen var en provokation från Sovjetunionens sida.
Sovjetiska officerare inspekterade senare skadorna och Sovjetunionen betalade ut 40 000 kronor i skadestånd. De materiella skadorna i samhället uppskattades till nästan 45 000 kronor.